# Xốt chấm
Xốt chấm là một món phụ gia cho thức ăn. Xốt chấm có công dụng đa dạng, có thể làm đồ ăn kèm với thịt, rau, hoa quả, hải sản, đồ ăn nhanh. Không giống các loại xốt khác, xốt chấm không trộn cùng đồ ăn mà ta dùng đồ ăn để chấm hay nhúng vào nó. Nước mắm cũng được coi là một loại xốt chấm.

## Hình ảnh

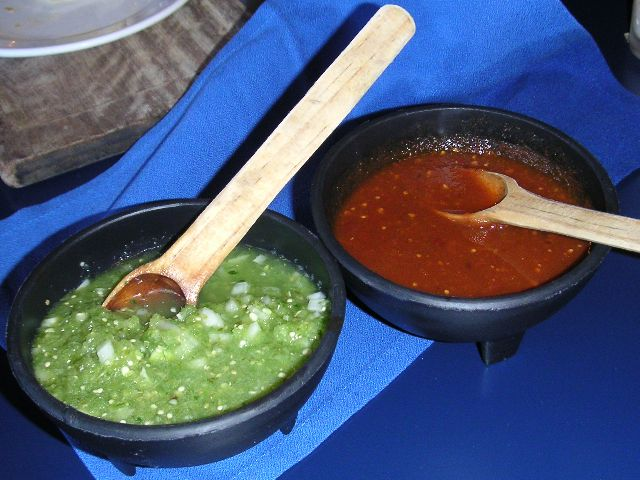
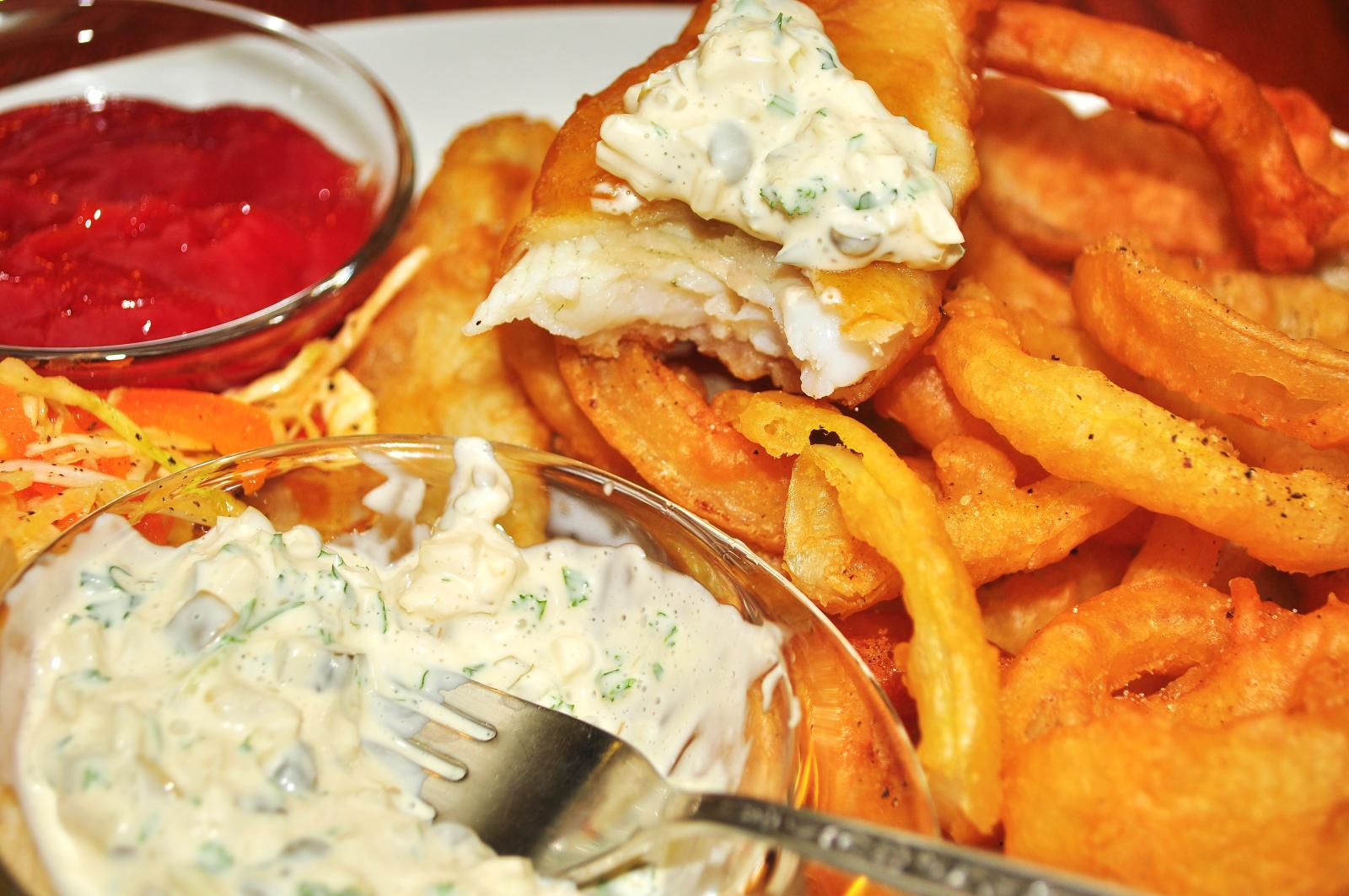
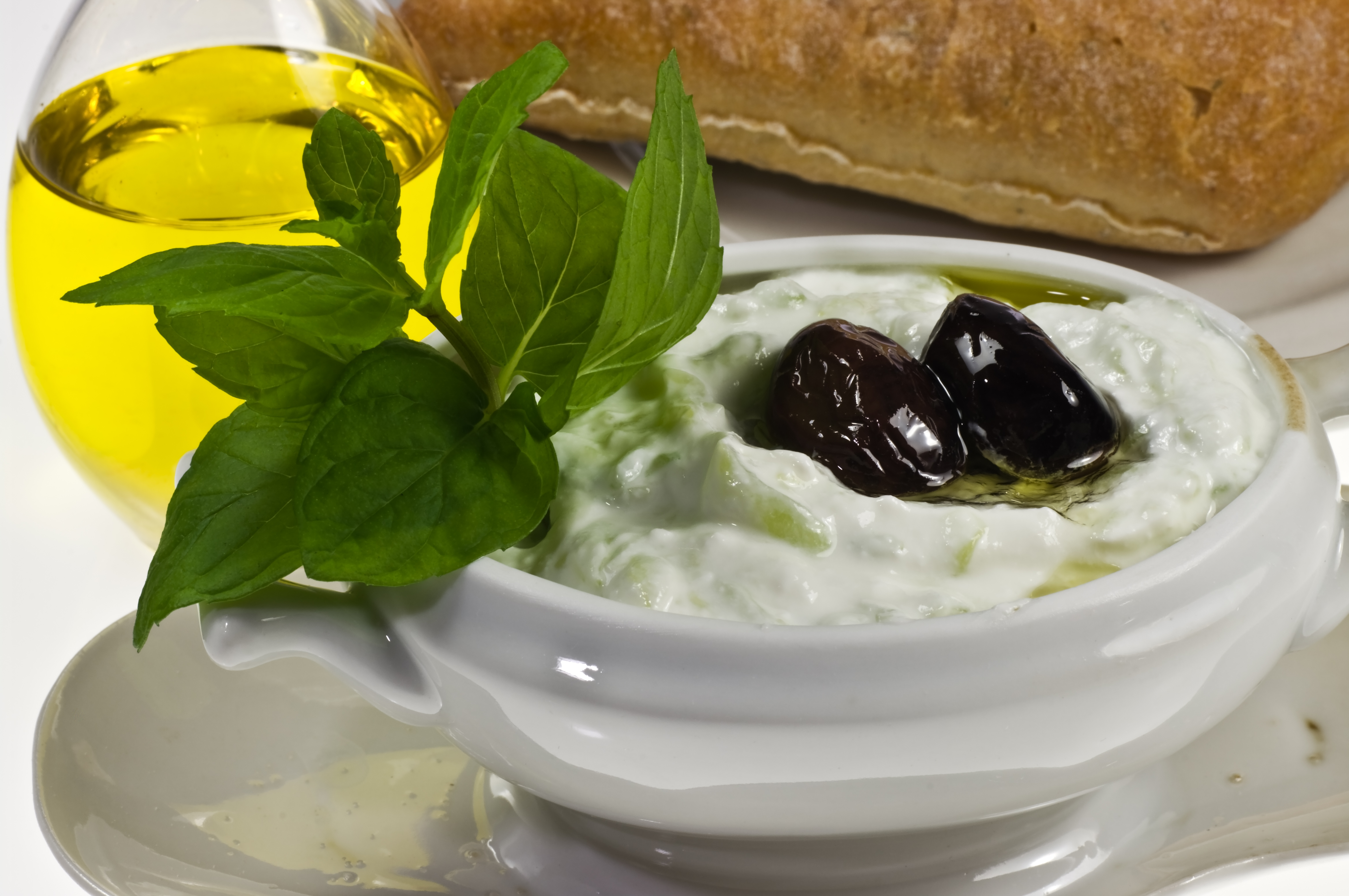